# Ніца (Латвія)
Ніца (латис. Nīca) — поселення в Курляндії, Південнокурземського краю. Центр парафії Ніци. Розташоване на лівому березі Бартуви, за 30 км від повітового центру Гробіня та за 22 км від Лієпая.
У письмових джерелах Ніцца вперше згадується в 1560 році. Поселення утворилося навколо садиби Нижня Барта (Nieder-Bartau). З 1889 по 1896 рр. письменник Єкабс Яншевскіс працював учителем парафіяльної школи Ніци. У 1932 році Ніца отримала статус густонаселеного місця (села). Пам'яткою архітектури місцевого значення є зерносховище Ніцької садиби XVIII ст.
У Ніці знаходяться адміністративні установи району, середня школа, музична школа, дитячий садок, культурний центр, бібліотека, туристичний інформаційний центр, готель «Nīcava», лютеранська церква, пункт католицької місії.